# Ludosław Kozłowski
Ludosław Stanisław Kozłowski ps. Lud, Ludek (ur. 10 listopada 1910 w Łodzi, zm. 16 maja 1979 w Warszawie) – polski aktor teatralny i filmowy, uczestnik powstania warszawskiego.

## Życiorys
W latach 1934–1937 studiował w Państwowym Instytucie Sztuki Teatralnej. Następnie występowała w Wilnie w Teatrze na Pohulance (1937–1938), a następnie w Teatrze Miejskim w Grodnie, gdzie zastał go wybuch II wojny światowej. Pozostawszy w mieście, był członkiem zespołu Państwowego Teatru Polskiego Białoruskiej Socjalistycznej Republiki Radzieckiej, z którym to na sezon 1940/1941 przeniósł się do Białegostoku.
Lata 1941-1944 spędził w Grodnie, nie występując, Był redaktorem naczelnym pisma "Dekada" oraz członkiem Armii Krajowej, pełniąc funkcję referenta Biuro Informacji i Propagandy Obwodu Grodno Prawy Niemen. Po aresztowaniu przez Niemców na początku 1944 roku wielu członków Obwodu, wyjechał do Warszawy.
W chwili wybuchu powstania warszawskiego służył w stopniu podporucznika z przydziałem do 1. plutonu Zgrupowania "Bartkiewicz" Grupy Śródmieście Północ – Radwan AK. Walczył w Śródmieściu Północnym. Po zakończeniu walk jako jeniec został wywieziony w głąb Niemiec, gdzie doczekał wyzwolenia. Należał do zespołu Teatru im. Wojciecha Bogusławskiego w Lingen. W 1945 roku powrócił do Polski. Występował w Teatrze Ziemi Pomorskiej w Toruniu (1945–1947) oraz Teatrze Wojska Polskiego w Łodzi (1947–1948). Na początku 1949 roku przeniósł się do Warszawy, gdzie grał najpierw w Teatrze Placówka (filia Teatru Wojska Polskiego), a następnie był członkiem zespołów: Teatru Polskiego (1946–1956, 1962–1977) oraz Teatru Młodej Warszawy (Klasycznego) (1955–1962). Na emeryturę przeszedł w 1977 roku, grał jednak jeszcze przez dwa lata. Wystąpił również w pięciu spektaklach Teatru Telewizji (1957–1972) oraz w 37 audycjach Teatru Polskiego Radia (1949–1970).
W 1974 roku został odznaczony Krzyżem Walecznych oraz Srebrnym Krzyżem Zasługi z Meczami.
Został pochowany na Cmentarzu Komunalnym Północnym w Warszawie (kwatera W-III-2-3-18).

## Filmografia
- Człowiek na torze (1957) - towarzysz Karaś, przedstawiciel KW w komisji
- Dwaj panowie N (1961) - wojskowy udzielający informacji Oleckiemu

Źródło: